# Christoph Holowaty
Christoph Holowaty (* 1965) ist ein Journalist und Chefredakteur des deutschen Portals von GamesIndustry.biz.

## Werdegang
Holowaty ist Diplom-Kaufmann und begann 1993 in der Computer- und Videospielebranche beim Videospielehersteller Konami im Marketingbereich. 1994 wechselte er zur Computec Media. Dort gründete und leitete er das Handelsmagazin MCV (Markt für Computer- und Videospiele) und war Chefredakteur. Mitte 2004 wurde er neben Petra Fröhlich Co-Chefredakteur der Fachzeitschrift PC Games. Seit 2005 war Holowaty Chefreporter für sämtliche Computec-Magazine.
2010 übernahm er GamesIndustry.biz Germany,  ein Business-Portal der Computer- und Videospielebranche mit 50.000 weltweit registrierten Nutzern.
In dem 2005 erschienenen Computerspiel Jagged Alliance 2: Wildfire stellt er Henning von Branitz, einen Söldner, dar.